# Witalij Bojko
Witalij Bojko (ur. 1937, zm. 30 stycznia 2020) – ukraiński sędzia i dyplomata, minister sprawiedliwości (1990–1992), przewodniczący Sądu Najwyższego (1994–2002).

## Życiorys
Karierę sędziowską rozpoczął w 1963. Jako sędzia kierował między innymi sądem rejonowym w Dniepropietrowsku. W latach 1990–1992 piastował urząd ministra sprawiedliwości. Następnie w latach 1992–1994 był ambasadorem Ukrainy w Mołdawii. W 1994 został wybrany przewodniczącym Sądu Najwyższego, którym kierował do przejścia na emeryturę w 2002. Od 24 marca 1998 do 24 października 2002 był członkiem Najwyższej Rady Sprawiedliwości. 